# Campeonato Europeo de Triatlón de 2014
El XXX Campeonato Europeo de Triatlón se celebró en Kitzbühel (Austria) entre el 20 y el 22 de junio de 2014 bajo la organización de la Unión Europea de Triatlón (ETU) y la Federación Austríaca de Triatlón.
Los 1,5 km de natación se realizaron en el lago Schwarzsee, los 40 km de bicicleta y los 10 km de carrera se desarrollaron en un circuito alrededor de la localidad austríaca. 

## Resultados
| Evento       | Oro                                                                                        | Plata                                                                              | Bronce                                                              |
| ------------ | ------------------------------------------------------------------------------------------ | ---------------------------------------------------------------------------------- | ------------------------------------------------------------------- |
| Masculino    | Alistair Brownlee Reino Unido                                                              | Dmitri Polianski · Rusia                                                           | Vicente Hernández Cabrera · España                                  |
| Femenino     | Nicola Spirig · Suiza                                                                      | Sophia Saller · Alemania                                                           | Annamaria Mazzetti · Italia                                         |
| Relevo mixto | Italia · Annamaria Mazzetti · Matthias Steinwandtner · Charlotte Bonin · Alessandro Fabian | Alemania · Hanna Philippin · Justus Nieschlag · Sophia Saller · Maximilian Schwetz | Reino Unido Lois Rosindale Matthew Sharp Holly Lawrence Marc Austin |

### Masculino
| Puesto            | Triatleta                 | País        |       |         |       | Final   |
| ----------------- | ------------------------- | ----------- | ----- | ------- | ----- | ------- |
| Medalla de oro    | Alistair Brownlee         | Reino Unido | 18:26 | 1:03:24 | 31:05 | 1:54:08 |
| Medalla de plata  | Dmitri Polianski          | Rusia       | 18:23 | 1:03:32 | 31:29 | 1:54:35 |
| Medalla de bronce | Vicente Hernández Cabrera | España      | 18:37 | 1:03:18 | 31:32 | 1:54:39 |

### Femenino
| Puesto            | Triatleta          | País     |       |         |       | Final   |
| ----------------- | ------------------ | -------- | ----- | ------- | ----- | ------- |
| Medalla de oro    | Nicola Spirig      | Suiza    | 19:11 | 1:13:17 | 36:19 | 2:10:24 |
| Medalla de plata  | Sophia Saller      | Alemania | 19:09 | 1:13:25 | 36:19 | 2:10:40 |
| Medalla de bronce | Annamaria Mazzetti | Italia   | 19:06 | 1:13:26 | 36:51 | 2:10:58 |

### Relevo mixto
| Puesto            | País        | R1    | R2    | R3    | R4    | Final   |
| ----------------- | ----------- | ----- | ----- | ----- | ----- | ------- |
| Medalla de oro    | Italia      | 25:19 | 22:49 | 25:36 | 24:37 | 1:38:20 |
| Medalla de plata  | Alemania    | 25:17 | 22:54 | 25:37 | 24:44 | 1:38:30 |
| Medalla de bronce | Reino Unido | 25:55 | 23:25 | 25:37 | 23:47 | 1:38:43 |

## Medallero
| Núm. | País        | Oro | Plata | Bronce | Total |
| ---- | ----------- | --- | ----- | ------ | ----- |
| 1    | Italia      | 1   | 0     | 1      | 2     |
| 1    | Reino Unido | 1   | 0     | 1      | 2     |
| 3    | Suiza       | 1   | 0     | 0      | 1     |
| 4    | Alemania    | 0   | 2     | 0      | 2     |
| 5    | Rusia       | 0   | 1     | 0      | 1     |
| 6    | España      | 0   | 0     | 1      | 1     |
|      | TOTAL       | 3   | 3     | 3      | 9     |